# Tine Van den Wyngaert
Tine Van den Wyngaert is een Vlaamse actrice, afkomstig uit Kessel.
Van den Wyngaert is stichtend lid van theatergezelschap Abattoir Fermé. Aanvankelijk combineerde ze haar werk in theater met een baan bij Flair. 
Ze speelde Tine in Het Geslacht De Pauw en in 2008 sprak ze de stem in van Kika in de tekenfilmserie Kika & Bob.
In het najaar van 2010 speelde ze Mireille, de vriendin van Samuel (Matthias Schoenaerts) in Alex Stockmans film Pulsar.